# Мар'ївка (Ольховатський район)
Мар'ївка (рос. Марьевка) — слобода у Ольховатському районі Воронезької області Російської Федерації.
Населення становить 590 осіб (2010). Входить до складу муніципального утворення Мар'ївське сільське поселення.

## Історія
Населений пункт розташований у межах українського історико-культурного регіону Східної Слобожанщини. До Перших визвольних змагань належав до Воронезької губернії.
Від 1928 року належить до Вільховатського району, спочатку в складі Центрально-Чорноземної області, а від 1934 року — Воронезької області.
Згідно із законом від 15 жовтня 2004 року входить до складу муніципального утворення Мар'ївське сільське поселення.

## Населення
| 1859 | 1900  | 1926  | 2007 | 2010 |
| ---- | ----- | ----- | ---- | ---- |
| 1219 | ↘1191 | ↗1251 | ↘635 | ↘590 |